# محمدآباد محمدنوقی
محمدآباد محمدنوقی، روستایی از توابع بخش کشکوئیه شهرستان رفسنجان در استان کرمان ایران است.

## جمعیت
این روستا در دهستان کشکوئیه قرار دارد و براساس سرشماری مرکز آمار ایران در سال ۱۳۸۵، جمعیت آن زیر سه خانوار بوده‌است.